# 김해란
김해란(金海蘭, 1984년 3월 16일 ~ )은 대한민국의 배구 선수로 포지션은 리베로이다.인천 흥국생명 핑크스파이더스에서 2025.2.9은퇴, 임명옥과 함께 2000년대 대한민국 최고의 여자 리베로로 손꼽혔으며, 디그 능력이 상당히 돋보이는 선수이다.

## 유년 시절
김해란은 1984년 3월 16일에 울산광역시에서 출생하였으며, 염포초등학교 5학년 때부터 배구를 시작했다.
중학교 1학년이 되기 전 창원 마산으로 이주했으며,  마산제일여자고등학교의 배구부 일원으로 활동하였다.

## 선수 경력
02-03 드래프트 2라운드 5순위로 한국도로공사에 지명 받아 입단하였으며, 원래 신인 시절에는 주목 받던 공격수였다가
발목 부상을 당한 후 김명수 당시 한국도로공사 감독의 권유로 리베로로 전향하였다. 리베로 전향 이후 한국도로공사의 주전 리베로로
올라섰으며, 주장을 맡기도 했다.
2015년 5월 27일 도로공사와 KGC인삼공사(상대선수 임명옥)의 1:1 트레이드로 13년간 몸담았던 한국도로공사를 뒤로하고 KGC인삼공사로 이적하였다.
2016-2017시즌이 끝난후 FA 자격을 재취득하였다. 원 소속팀이였던 KGC인삼공사와 협상이 결렬되면서, 5월 15일 흥국생명 핑크스파이더스로 이적하였다. 흥국생명 핑크스파이더스로 이적한 이후에도 팀의 좋은 맏언니가 되어주며 주전 리베로로 활약했으며,
국가대표 리베로에서도 꾸준한 모습을 보여주었다. 2018-2019 시즌에 흥국생명이 12년만에 통합 우승을 차지함에 따라 김해란은 현역 생활 이래 처음으로 정규리그와 챔피언결정전 우승 반지를 끼게 되었으며, 2019-2020 시즌에도 리시브 효율이 떨어지는 모습이 있긴 했지만 자기 기량을 잘 보여주었다.
2019-2020 시즌을 마치고 아이 출산을 해야 하기도 하고, 후배들에게 자리를 양보해주기 위해서, 또 체력적인 부담으로 인해 현역 은퇴를 선언하였으나, 단 한 시즌 동안만 코트를 떠나 있으면서 아들을 출산한 후 2021년 비시즌 중 흥국생명과 총액 1억원에 다시 계약을 체결하여 현역 선수로 복귀하였다. 이로써 김해란은 한국도로공사 정대영 센터에 이어 두 번째로 자녀 출산 후 다시 현역 코트로 돌아온 선수가 되었으며,2025년 
2월 9일 은퇴하였다. .https://ko.m.wikipedia.org/wiki/%ED%95%9C%EA%B5%AD%ED%99%98%EA%B2%BD%EA%B3%B5%EB%8B%A8#/editor/2

## 주요 국가대표 출전 경력
- 2002년 세계청소년선수권대회
- 2006년 월드그랑프리, 세계배구선수권대회, 도하 아시안 게임
- 2007년 아시아선수권대회, 월드컵
- 2008년 하계 올림픽 최종 예선
- 2009년 월드그랑프리, 아시아여자배구선수권대회
- 2012년 런던 올림픽
- 2014년 인천 아시안 게임
- 2016년 리우 올림픽
- 2017년 월드그랑프리

## 주요 수상 경력

### 개인
- V-리그 수비상: 2008, 2009, 2012
- 아시아 여자배구 클럽 선수권대회 리시브상: 2005
- 아시아 여자배구 선수권대회 리베로상: 2013

## 그 외
남편은 대전 코레일 출신의 축구 선수이자 현재 가톨릭관동대학교 축구부 코치인 조성원이다.